# Dzioborożec długoczuby
Dzioborożec długoczuby (Berenicornis comatus) – gatunek dużego ptaka z rodziny dzioborożców (Bucerotidae). Słabo poznany ptak występujący w południowo-wschodniej Azji; według IUCN jest zagrożony wyginięciem.

## Zasięg występowania
Dzioborożec długoczuby występuje w południowej Mjanmie (południowe Taninthayi), południowo-zachodniej Tajlandii, na Półwyspie Malajskim, Sumatrze i Borneo; obserwowany w południowo-zachodniej Kambodży.

## Taksonomia
Gatunek po raz pierwszy naukowo opisał w 1822 roku brytyjski zoolog Thomas Stamford Raffles, nadając mu nazwę Buceros comatus. Opis ukazał się na łamach czasopisma Transactions of the Linnean Society of London. Jako miejsce typowe odłowu holotypu Raffles wyznaczył Sumatrę. Jedyny przedstawiciel rodzaju Berenicornis utworzonego w 1850 roku przez francuskiego przyrodnika Karola Lucjana Bonaparte.
Część systematyków uważa B. comatus za spokrewnionego z Horizocerus albocristatus i umieszcza tego drugiego w rodzaju Berenicornis, ale głos i upierzenie wyraźnie się od siebie różnią w kontekście rodziny; wcześniej zaliczany do rodzaju Aceros. Gatunek monotypowy.

### Etymologia
- Berenicornis: Berenika II (267/266–221 p.n.e.), której odcięte i złożone bogom w ofierze włosy po szczęśliwym powrocie Ptolemeusza III z wyprawy do Azji dały nazwę gwiazdozbiorowi Warkocza Bereniki; gr. ορνις ornis, ορνιθος ornithos „ptak”[14].
- comatus: łac. comatus „włochaty”, od coma „włosy na głowie”, od gr. κομη komē „włosy”[15].
- lugubris: łac. lugubris „żałobny, płaczliwy”, od lugere „opłakiwać”[16].

## Morfologia

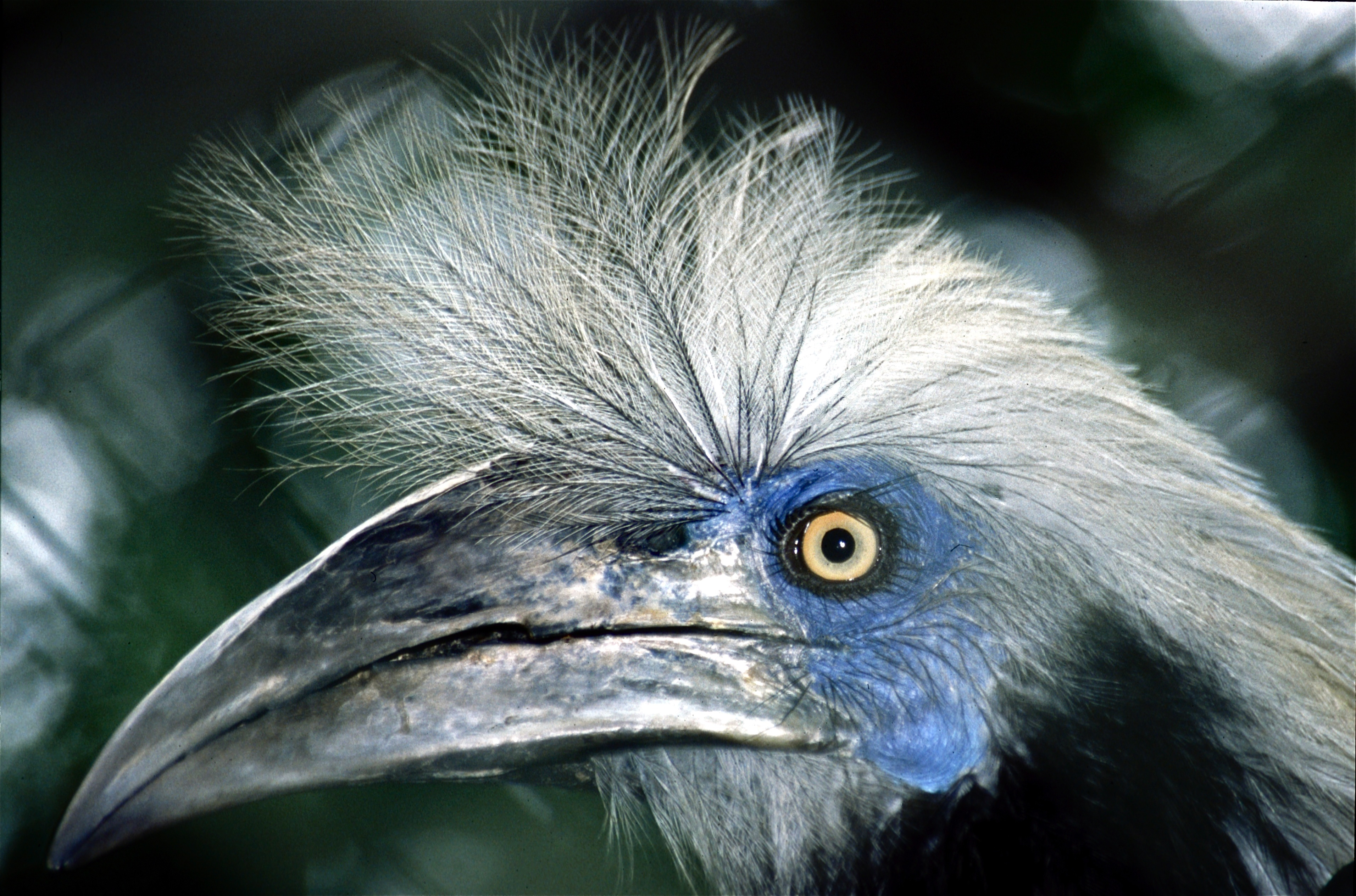
Charakterystyczny grzebień

Długość ciała 75–80 cm; masa ciała samic 1470 g, młodych samców 1250–1360 g. Duży dzioborożec z wysokim kolczastym grzebieniem, czarnym grzbietem, skrzydłami i udami, ogon długi, biały, końcówki piór na skrzydłach koloru białego. Samiec ma białą głowę, grzebień, szyję i kończyny dolne; dziób koloru czarnego z żółtawym odcieniem u jego podstawy, niska narośl na dziobie czarniawa; goła skóra wokół oczu oraz na gardle niebieska. Samica mniejsza, również z białym grzebieniem, ale twarz, szyja i całe ciało koloru czarnego. U młodych ptaków upierzenie jest w kolorze czarnym, ale szerokie białe końcówki na ogonie, białe końcówki na głowie, szyi i piersi nadają im ogólnie szary wygląd; dziób koloru jasnożółtego, goła skóra wokół oczu szarawa.

## Ekologia
Dzioborożec długoczuby prowadzi najwyraźniej osiadły i terytorialny tryb życia. Zamieszkuje pierwotny zimozielony las nizinny, rozszerzając swój zasięg o sąsiadujące plantacje i gęsty las wtórny. Zwykle występuje poniżej 900 m n.p.m., ale czasami obserwowany na 1680 m n.p.m. Odzywa się głosem przypominającym pohukiwania sowy z kilkoma wariantami, ale zazwyczaj zaczyna od kilku pojedynczych pohukiwań i kontynuuje je bardziej rytmicznym potrójnym pohukiwaniem „huuu...huuu...huuu...whu-hu-huuu...whu-hu-huuu...”.
Dzioborożec długoczuby w dużej mierze spożywa pokarm zwierzęcy w tym owady, węże, jaszczurki i małe ptaki; pokarm uzupełnia także różnymi owocami, głównie bogatymi w lipidy pestkami i torebkami i niektórymi figami. Pokarm zdobywa w gęstej splątanej roślinności, zwykle na niższych poziomach lub bezpośrednio na ziemi. Bardzo dużo czasu spędza na kopaniu wśród kory, łodyg i resztek pożywienia dla zwierząt.
Bardzo mało informacji na temat rozrodu dzioborożca długoczubego, okresu inkubacji, wychowu młodych i pierzenia. Sezon rozrodczy przypada na styczeń, marzec, czerwiec, październik i grudzień. Zbiera się w grupy liczące 3-8 ptaków, które utrzymują ze sobą kontakt, odzywając się łagodnymi tonami przypominającymi gruchanie. Do rozrodu przystępują tylko dominujące samice i przeganiają inne samice znajdujące się w grupie. Prawdopodobnie samica składa dwa jaja, ale zwykle przeżywa tylko jedno pisklę.

## Status i ochrona
W Czerwonej księdze gatunków zagrożonych Międzynarodowej Unii Ochrony Przyrody został zaliczony do kategorii EN (ang. Endangered „zagrożony wyginięciem”). Wymieniony w II załączniku CITES. Obszar lasów, które zamieszkuje ten gatunek, w ostatnich latach gwałtownie maleje. Jest również zagrożony przez polowanie. W związku z tym podejrzewa się, że liczebność populacji ulegnie znacznemu zmniejszeniu w ciągu następnych trzech pokoleń. Gatunek rzadko spotykany, ale zazwyczaj łatwo go przeoczyć ze względu na skryty tryb życia. Bardzo niewiele osobników pozostaje w Tajlandii i na Półwyspie Malajskim.